# Ерик Кристијан Олсен
Ерик Кристијан Олсен (енгл. Eric Christian Olsen) је амерички глумац који је рођен 31. маја 1977. године у Јуџину.
Олсен је најпознатији по улози истражитеља Мартија Дикса у серији Морнарички истражитељи: Лос Анђелес.
Глумица Данијела Руа која у истој серији тумачи лик посебне агенткиње Кензи Блај је у правом животу снаја Ерика Кристијана Олсена.